# Mesogonia vinnula
Mesogonia vinnula är en insektsart som beskrevs av Young 1977. Mesogonia vinnula ingår i släktet Mesogonia och familjen dvärgstritar. Inga underarter finns listade i Catalogue of Life.